# Lisandro Martínez
Lisandro Martínez (sinh ngày 18 tháng 1 năm 1998) là một cầu thủ bóng đá chuyên nghiệp người Argentina hiện đang thi đấu ở vị trí trung vệ cho câu lạc bộ Premier League Manchester United và đội tuyển bóng đá quốc gia Argentina.
Martínez bắt đầu sự nghiệp của mình tại Newell's Old Boys trước khi gia nhập Defensa y Justicia vào năm 2017, ban đầu dưới dạng cho mượn. Năm 2019, anh ký hợp đồng với Ajax và kể từ đó đã giành được hai danh hiệu Eredivisie và một KNVB Cup. Anh đã giành được danh hiệu Cầu thủ xuất sắc nhất của Ajax trong mùa giải 2021–22.
Martínez đã đại diện cho Argentina ở cấp độ U-20 và U-23, trước khi ra mắt quốc tế chuyên nghiệp vào tháng 3 năm 2019. Anh đã có danh hiệu của đội tuyển quốc gia Argentina bao gồm Copa América 2021, Finalissima 2022, World Cup 2022 và Copa América 2024.

## Sự nghiệp câu lạc bộ

### Newell's Old Boys

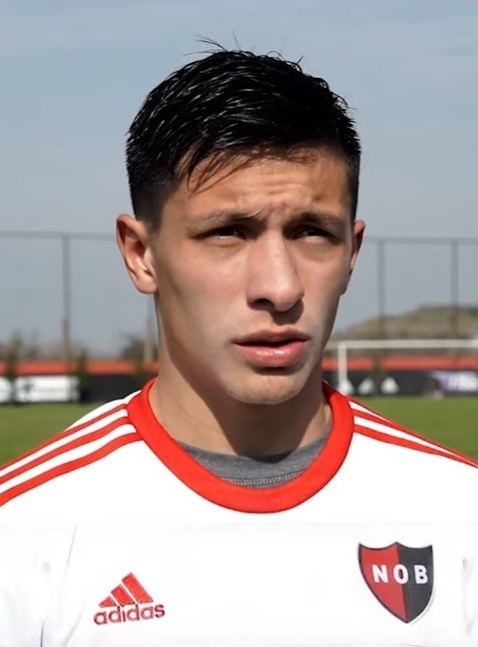
Martínez với Newell's Old Boys năm 2016

Martínez đã có thời gian với đội trẻ Club Urquiza (Gualeguay, Entre Rios), Club Libertad (Gualeguay, Entre Rios) và Newell's Old Boys. Anh có trận ra mắt chuyên nghiệp cho Newell's trong trận đấu cuối cùng của câu lạc bộ mùa giải 2016–17, khi anh chơi cả trận trong trận thua Godoy Cruz.

### Defensa y Justicia
Tháng 8 năm 2017, Martínez gia nhập câu lạc bộ Defensa y Justicia tại Argentine Primera División dưới dạng cho mượn. Lần ra sân đầu tiên của anh cho Defensa diễn ra vào ngày 13 tháng 10 trong trận thua trước San Lorenzo. Sau hai lần ra sân, anh có bàn thắng đầu tiên trong chiến thắng trên sân khách trước đối thủ Temperley. Defensa y Justicia đã mua 50% quyền đối với Martínez vào tháng 6 năm 2018.

### Ajax
Vào ngày 17 tháng 5 năm 2019, Defensa y Justicia thông báo rằng một thỏa thuận đã được thống nhất với đội bóng Eredivisie Ajax; tùy thuộc vào sự thông qua của kiểm tra y tế. Ajax đã trả cho đội bóng Argentina 7 triệu euro để chuyển nhượng Martínez. Ajax thông báo hoàn tất kiểm tra y tế vào ngày 20 tháng 5, với việc chuyển nhượng sẽ diễn ra vào ngày 1 tháng 7. Anh ký hợp đồng 4 năm, với tùy chọn gia hạn thêm một năm. Anh không chính thức tham gia cho đến tháng 7, mặc dù đã góp mặt trong các trận giao hữu vào tháng 6 với Quick '20 và AaB. Trước khi Ajax ký hợp đồng với anh ấy, họ đã theo dõi sự tiến bộ của anh ấy trong hai năm rưỡi. Màn chào sân thi đấu của anh ấy diễn ra trong trận Johan Cruyff Shield 2019 trước PSV Eindhoven, khi Ajax giành cúp sau chiến thắng cách biệt hai bàn. Anh được bầu chọn là cầu thủ xuất sắc nhất trận trong trận đấu thứ hai tại giải Eredivisie; trong chiến thắng trước FC Emmen.
Martínez ghi bàn thắng đầu tiên cho Ajax vào ngày 28 tháng 9, khi anh mở tỷ số trong chiến thắng 2–0 trước FC Groningen tại Johan Cruyff Arena. Anh ấy lại ghi bàn vào lưới Utrecht vào tháng 11, trong một chiến dịch đã kết thúc sớm do đại dịch COVID-19. Trong trận đấu đầu tiên của mùa giải 2020–21, Martínez đã có bàn thắng thứ ba cho Ajax trong chiến thắng trên sân nhà trước RKC Waalwijk vào ngày 20 tháng 9.

### Manchester United
Ngày 16 tháng 7 năm 2022, có thông báo rằng Manchester United đã đồng ý thỏa thuận với Ajax về việc mua Martínez với giá 47 triệu bảng lên đến 49 triệu bảng, cộng thêm 8,5 triệu bảng tiện ích bổ sung. Vụ chuyển nhượng này chính thức hoàn tất vào ngày 27 tháng 7, khi Martínez ký hợp đồng 5 năm với câu lạc bộ này. Ngày hôm sau, anh được trao chiếc áo số 6 mà Paul Pogba đã mặc. Ngày 7 tháng 8, anh có trận ra mắt cho Manchester United trong trận thua 1–2 trên sân nhà trước Brighton & Hove Albion tại Premier League. Kể từ sau trận đấu này, Lisandro đã đá cặp ăn ý với Raphaël Varane, trở thành cặp trung vệ chắc chắn của United.
Ngày 22 tháng 1 năm 2023, trong trận đấu gặp Arsenal tại Sân vận động Emirates, Martínez ghi bàn thắng đầu tiên cho Manchester United, nhưng trận đấu này kết thúc với thất bại 2–3. Chiếc cúp đầu tiên của anh đến vào ngày 26 tháng 2, với chiến thắng 2–0 trước Newcastle ở trận chung kết EFL Cup 2023.
Martínez sớm kết thúc mùa bóng 2022-2023 với chấn thương bàn chân nghiêm trọng trọng trong trận tứ kết UEFA Europa League ngày 13 tháng 4 năm 2023 trước Sevilla FC trên sân Old Trafford.
Ngày 29 tháng 9, Martínez dính chấn thương ở bàn chân, điều đó khiến anh phải ngồi ngoài 4 tháng, cho đến khi trở lại vào ngày 14 tháng 1  năm 2024, vào sân từ băng ghế dự bị trong trận hòa 2–0 trước Tottenham Hotspur. Ngày 4 tháng 2, trong trận đấu với West Ham United, anh dính chấn thương bởi pha phạm lỗi của hậu vệ Vladimír Coufal của West Ham ở phút thứ 71. Sau đó, người ta xác nhận rằng anh đã dính chấn thương dây chằng đầu gối và dự kiến sẽ phải nghỉ thi đấu ít nhất 8 tuần. Anh trở lại đội hình Manchester United trong trận gặp Brentford vào ngày 30 tháng 3, thi đấu 20 phút từ bằng ghế dự bị. Tuy nhiên, anh tái phát chấn thương và nghỉ thỉ đấu hơn 1 tháng.
Ngày 15 tháng 5, Martínez trở lại sân cỏ trong trận gặp Newcastle, vào sân ở phút thứ 83 khi cùng đồng đội Manchester United thắng chung cuộc 3–2.
Ngày 5 tháng 1 năm 2025, Martinez có bàn thắng đầu tiên ở mùa giải 2024–25, ghi bàn mở tỷ số cho Manchester United trong trận hòa 2–2 trước Liverpool. Và từ đó, anh trở thành cầu thủ Manchester United ghi bàn đầu tiên trên sân Anfield kể từ Jesse Lingard vào năm 2018, chấm dứt chuỗi 6 lần không bàn thắng của Manchester United ở trên sân của Liverpool. Ngày 27 tháng 1, anh thực hiện cú sút chệch hướng giúp Manchester United đánh bại Fulham với tỷ số 1–0 ở trên sân Craven Cottage. Một tuần sau, anh dính chấn thương dây chằng chéo trong trận thua 0–2 ở sân nhà trước Crystal Palace, điều đó khiến anh nghỉ thi đấu trong phần còn lại của mùa giải.

## Sự nghiệp quốc tế
Martínez đã có 4 lần khoác áo đội tuyển U-20 Argentina tại Giải vô địch bóng đá trẻ Nam Mỹ 2017 ở Ecuador. Lần đầu tiên đến trong giai đoạn đầu tiên gặp Venezuela, trong khi ba lần còn lại đến trong giai đoạn cuối khi Argentina đứng thứ 4 và sau đó đủ điều kiện tham dự FIFA U-20 World Cup 2017 tại Hàn Quốc. Anh được triệu tập tham dự U-20 World Cup nhưng không góp mặt, một lần vào sân từ băng ghế dự bị trong trận đấu với Guinea. Martínez có một lần ra sân cho Argentina ở cấp độ U-23, đó là chiến thắng giao hữu 5–0 trước Bolivia vào tháng 9 năm 2019.
Vào tháng 3 năm 2019, Martínez lần đầu tiên được gọi vào đội tuyển quốc gia. Anh đã giành chiến thắng trong trận mở màn khi họ thua ở Madrid trước Venezuela vào ngày 22 tháng 3. Martínez đã ra sân một lần tại Copa América 2021, mà Argentina đã giành chức vô địch. Anh là cầu thủ dự bị không được sử dụng trong chiến thắng 3–0 của Argentina trước Ý tại Finalissima 2022.
Vào tháng 11 năm 2022, Martinez được chọn vào đội hình 26 cầu thủ cuối cùng của Argentina tại FIFA World Cup 2022. Ở vòng bảng, Martinez chơi cả trận giúp Argentina thắng México. Vào ngày 3 tháng 12, Martinez vào sân từ băng ghế dự bị trong trận đấu với Úc ở vòng 16 đội, thực hiện một pha cản phá quan trọng sau cú sút của Aziz Behich. Martinez góp mặt trong đội hình xuất phát trước Hà Lan ở tứ kết và vào sân từ băng ghế dự bị trong trận gặp Croatia ở bán kết. Trong trận chung kết với đương kim vô địch Pháp, anh không được vào sân thay người khi Argentina thắng 4–2 trên chấm luân lưu để giành chức vô địch World Cup lần thứ ba.

## Phong cách thi đấu
Martínez có biệt danh là "Gã đồ tể" do lối chơi quyết liệt của anh. Anh chủ yếu chơi ở vị trí trung vệ, mặc dù anh ấy có khả năng chơi ở vị trí hậu vệ trái và tiền vệ trung tâm, từng thi đấu ở vị trí đó cho Defensa y Justicia và Ajax. Anh là một trung vệ chơi bóng và được biết đến với phạm vi chuyền bóng và sự điềm tĩnh khi cầm bóng. Trong mùa giải Eredivisie 2021–22, trung bình anh thực hiện nhiều đường chuyền mỗi 90 phút hơn bất kỳ cầu thủ nào khác. Trước khi ký hợp đồng với anh, các tuyển trạch viên của Ajax đã mô tả Martínez là một hậu vệ chơi bóng thuận chân trái, "cứng như đinh đóng cột" và sở hữu tinh thần chiến thắng. Tại Manchester United, những màn trình diễn của anh ấy khiến anh ấy được so sánh với cựu hậu vệ huyền thoại của United, Nemanja Vidić, và chính Vidić đã ca ngợi Martínez về tinh thần và năng lượng chiến thắng của anh ấy.

## Thống kê sự nghiệp

### Câu lạc bộ
Tính đến ngày 25 tháng 5 năm 2024
| Câu lạc bộ                | Mùa giải            | Giải đấu                   | Giải đấu | Giải đấu | Cúp quốc gia | Cúp quốc gia | Cúp liên đoàn | Cúp liên đoàn | Châu lục | Châu lục | Khác | Khác | Tổng cộng | Tổng cộng |
| Câu lạc bộ                | Mùa giải            | Hạng đấu                   | Trận     | Bàn      | Trận         | Bàn          | Trận          | Bàn           | Trận     | Bàn      | Trận | Bàn  | Trận      | Bàn       |
| ------------------------- | ------------------- | -------------------------- | -------- | -------- | ------------ | ------------ | ------------- | ------------- | -------- | -------- | ---- | ---- | --------- | --------- |
| Newell's Old Boys         | 2016–17             | Argentine Primera División | 1        | 0        | 0            | 0            | —             | —             | —        | —        | —    | —    | 1         | 0         |
| Newell's Old Boys         | 2017–18             | Argentine Primera División | 0        | 0        | 0            | 0            | —             | —             | 0        | 0        | —    | —    | 0         | 0         |
| Newell's Old Boys         | Tổng cộng           | Tổng cộng                  | 1        | 0        | 0            | 0            | —             | —             | 0        | 0        | —    | —    | 1         | 0         |
| Defensa y Justicia (mượn) | 2017–18             | Argentine Primera División | 21       | 1        | 1            | 0            | —             | —             | 2        | 0        | —    | —    | 24        | 1         |
| Defensa y Justicia        | 2018–19             | Argentine Primera División | 25       | 2        | 0            | 0            | 2             | 0             | 7        | 0        | —    | —    | 34        | 2         |
| Defensa y Justicia        | Tổng cộng           | Tổng cộng                  | 46       | 3        | 1            | 0            | 2             | 0             | 9        | 0        | —    | —    | 58        | 3         |
| Ajax                      | 2019–20             | Eredivisie                 | 24       | 2        | 4            | 0            | —             | —             | 12       | 0        | 1    | 0    | 41        | 2         |
| Ajax                      | 2020–21             | Eredivisie                 | 26       | 3        | 5            | 0            | —             | —             | 11       | 0        | 0    | 0    | 42        | 3         |
| Ajax                      | 2021–22             | Eredivisie                 | 24       | 1        | 4            | 0            | —             | —             | 8        | 0        | 1    | 0    | 37        | 1         |
| Ajax                      | Tổng cộng           | Tổng cộng                  | 74       | 6        | 13           | 0            | —             | —             | 31       | 0        | 2    | 0    | 120       | 6         |
| Manchester United         | 2022–23             | Premier League             | 27       | 1        | 3            | 0            | 5             | 0             | 10       | 0        | —    | —    | 45        | 1         |
| Manchester United         | 2023–24             | Premier League             | 11       | 0        | 2            | 0            | 0             | 0             | 1        | 0        | —    | —    | 14        | 0         |
| Manchester United         | Tổng cộng           | Tổng cộng                  | 38       | 1        | 5            | 0            | 5             | 0             | 11       | 0        | —    | —    | 59        | 1         |
| Tổng cộng sự nghiệp       | Tổng cộng sự nghiệp | Tổng cộng sự nghiệp        | 159      | 10       | 19           | 0            | 7             | 0             | 51       | 0        | 2    | 0    | 238       | 10        |

1. ↑  Bao gồm Copa Argentina, Cúp KNVB, Cúp FA
2. ↑  Bao gồm Copa de la Superliga, Cúp EFL
3. 1 2  Ra sân tại Copa Sudamericana
4. ↑  10 lần ra sân tại UEFA Champions League, 2 lần ra sân tại UEFA Europa League
5. 1 2  Ra sân tại Johan Cruyff Shield
6. ↑  5 lần ra sân tại UEFA Champions League, 6 lần ra sân tại UEFA Europa League
7. 1 2  Ra sân tại UEFA Champions League
8. ↑  Ra sân tại UEFA Europa League

### Đội tuyển quốc gia
Tính đến ngày 14 tháng 7 năm 2024
| Đội tuyển quốc gia | Năm       | Trận | Bàn |
| ------------------ | --------- | ---- | --- |
| Argentina          | 2019      | 1    | 0   |
| Argentina          | 2021      | 3    | 0   |
| Argentina          | 2022      | 11   | 0   |
| Argentina          | 2023      | 8    | 1   |
| Tổng cộng          | Tổng cộng | 23   | 1   |

Tỷ số và kết quả bàn thắng của Argentina được liệt kê trước tiên.
| # | Ngày               | Địa điểm                          | Trận | Đối thủ | Bàn thắng | Kết quả     | Giải đấu          |
| - | ------------------ | --------------------------------- | ---- | ------- | --------- | ----------- | ----------------- |
| 1 | 5 tháng 7 năm 2024 | Sân vận động NRG, Houston, Hoa Kỳ | 21   | Ecuador | 1–0       | 1–1 (4–2 p) | Copa América 2024 |

## Danh hiệu

### Câu lạc bộ

#### Ajax[55]
- Eredivisie: 2020–21, 2021–22
- KNVB Cup: 2020–21
- Johan Cruyff Shield: 2019

#### Manchester United
- FA Cup: 2023–24
- EFL Cup: 2022–23[23]

### Quốc tế
- Copa America 2024[56]
- FIFA World Cup: 2022[45]
- Copa América: 2021[41]
- CONMEBOL–UEFA Cup of Champions: 2022[42]

### Cá nhân
- Cầu thủ Ajax xuất sắc nhất năm (Giải thưởng Rinus Michels): 2021–22[57]